# Kingdom Hearts Missing-Link
Kingdom Hearts Missing-Link (キングダム ハーツ ミッシングリンク?, Kingudamu Hātsu Misshingu Rinku) è stato un videogioco action RPG per dispositivi mobili in sviluppo da Square Enix e diretto dal character designer ed autore della serie di Kingdom Hearts, Tetsuya Nomura, e si sarebbe dovuto concentrare sulla storia delle nuove generazioni di custodi del Keyblade di Scala ad Caelum, riprendendo in parte quanto visto nel finale di Union Cross.
Il 14 maggio 2025, Square Enix ha annunciato la definitiva cancellazione del progetto.

## Sviluppo
Il gioco venne annunciato con un trailer durante l'evento per il 20° anniversario della serie, tenutosi a Tokyo il 10 aprile 2022. In seguito vennero organizzate due beta chiuse nel corso del 2023 per dispositivi iOS di cui la prima esclusivamente in Giappone; i test per la versione Android, inizialmente previsti per gennaio 2024, vennero posticipati ripetutamente fino a maggio dello stesso anno e di conseguenza anche la pubblicazione del gioco, prevista entro il 2024, venne fatta slittare a data da destinarsi fino alla successiva cancellazione.

## Modalità di gioco
Il gioco avrebbe offerto due modalità: la prima basata sul gameplay action della serie e tramite l'utilizzo di un joystick virtuale e comandi di reazione, avrebbe permesso di far muovere e lottare il personaggio durante l'avventura, in cui il combattimento si sarebbe basato su una meccanica simile a quella delle medaglie di Union χ, con l'utilizzo di "trofei" raffiguranti gli eroi dell'universo di Kingdom Hearts per effettuare attacchi speciali.
La seconda modalità invece avrebbe sfruttato il GPS dei dispositivi mobili per spostare il personaggio ed esplorare il mondo di gioco così da ottenere materiali di potenziamento od oggetti; come rivelato da Nomura, la modalità GPS avrebbe fatto uso della tecnologia di Google Street View. Il gioco avrebbe dovuto avere anche una componente multigiocatore fino ad un massimo di sei giocatori.